# Complexe intermareal Umia-O Grove
Le complexe intermareal Umia-O Grove, A Lanzada, Punta Carreirón et la lagune de Bodeira est une aire protégée terrestre et marine déclarée zone de protection des oiseaux et zone humide protégée du Réseau Natura 2000. Il est situé dans l'estuaire d'Arousa et s'étend sur les communes de Cambados, O Grove, Sanxenxo, Meaño, Ribadumia et l'île d'Arousa, avec une superficie totale de 2 813 hectares.
Elle se distingue par sa flore et sa faune marécageuses et, surtout, par sa population abondante et variée d' oiseaux aquatiques hivernants et nicheurs . Ils occupent les marais de l'estuaire lors de leurs passages migratoires ou de leur nidification.

## Géographie
Les limites de la ZEPA et de la Ramsar Complexe intermareal Umia-O Grove, A Lanzada, Punta Carreirón et Lagune de Bodeira couvrent plusieurs espaces  :
- Les criques d'Umia et de Vao, qui sont formées par l'embouchure du Río Umia (es) dans la ria de Arousa, jusqu'à l'isthme qui relie O Grove à Sanxenxo et l' estuaire intérieur de cette limite[4].

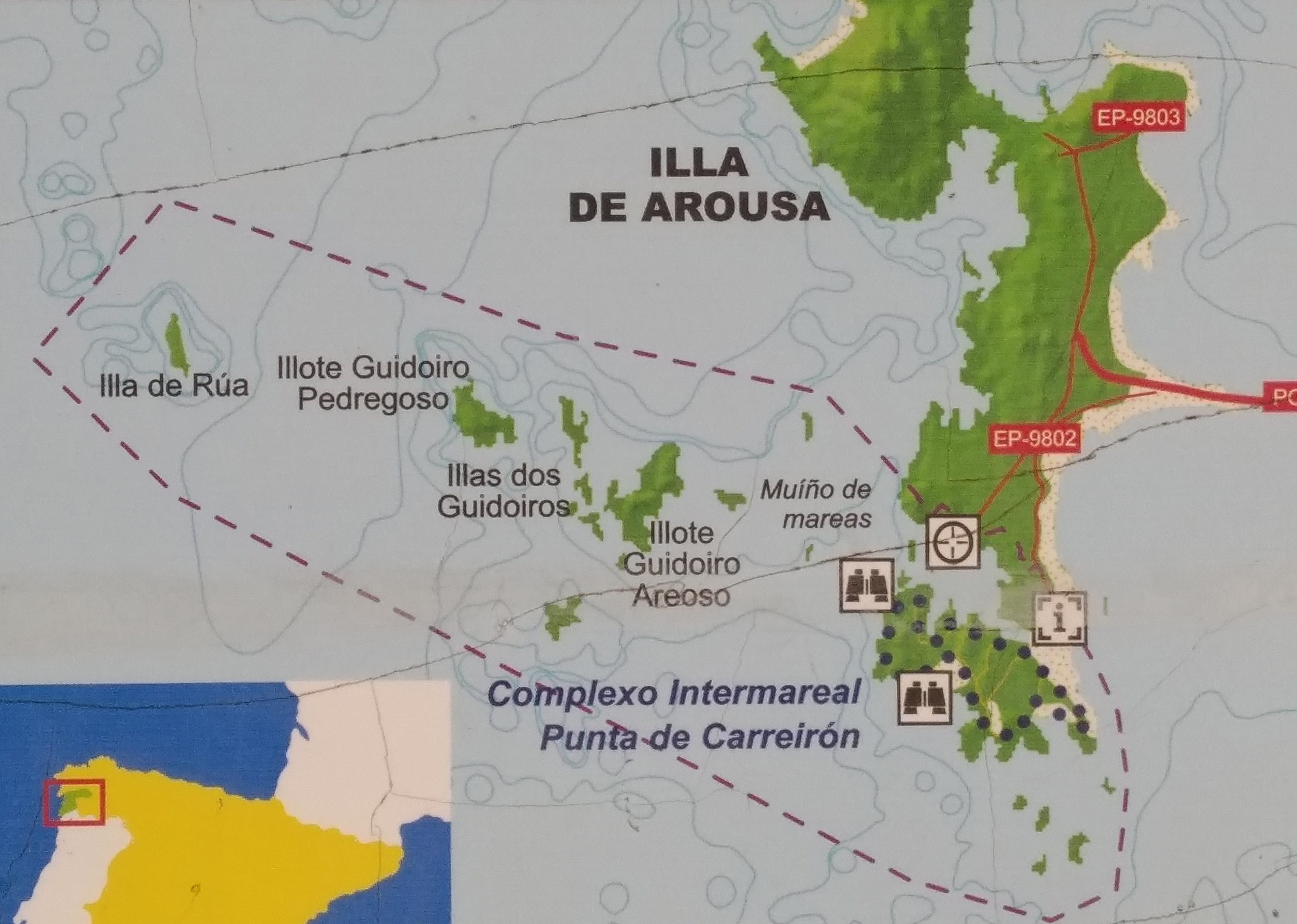
Compexo intermareal Punta de Carreirón

- L'isthme formé par les dunes et la plage de la Lanzada. C'est la barrière qui s'ouvre sur l'estuaire d'Arousa à l'est et sur la mer ouverte de l'Atlantique à l'ouest. Elle est formée de dunes sédimentaires fixées par la végétation sur un fond argileux.
- Les falaises de la côte de San Vicente do Grove : la côte ouest de la péninsule d'O Grove présente des formations géologiques avec de grands cônes, des grottes, des falaises et quelques plages.
- Le sud de l'île d'Arousa et d'autres îles et îlots proches, comme : île de La Rúa, île Guidoiro Areoso et île Guidoiro Pedregoso.
- La lagune de Bodeira, qui est la seule lagune côtière d'eau douce de Pontevedra[5].

## Flore et faune

### Flore

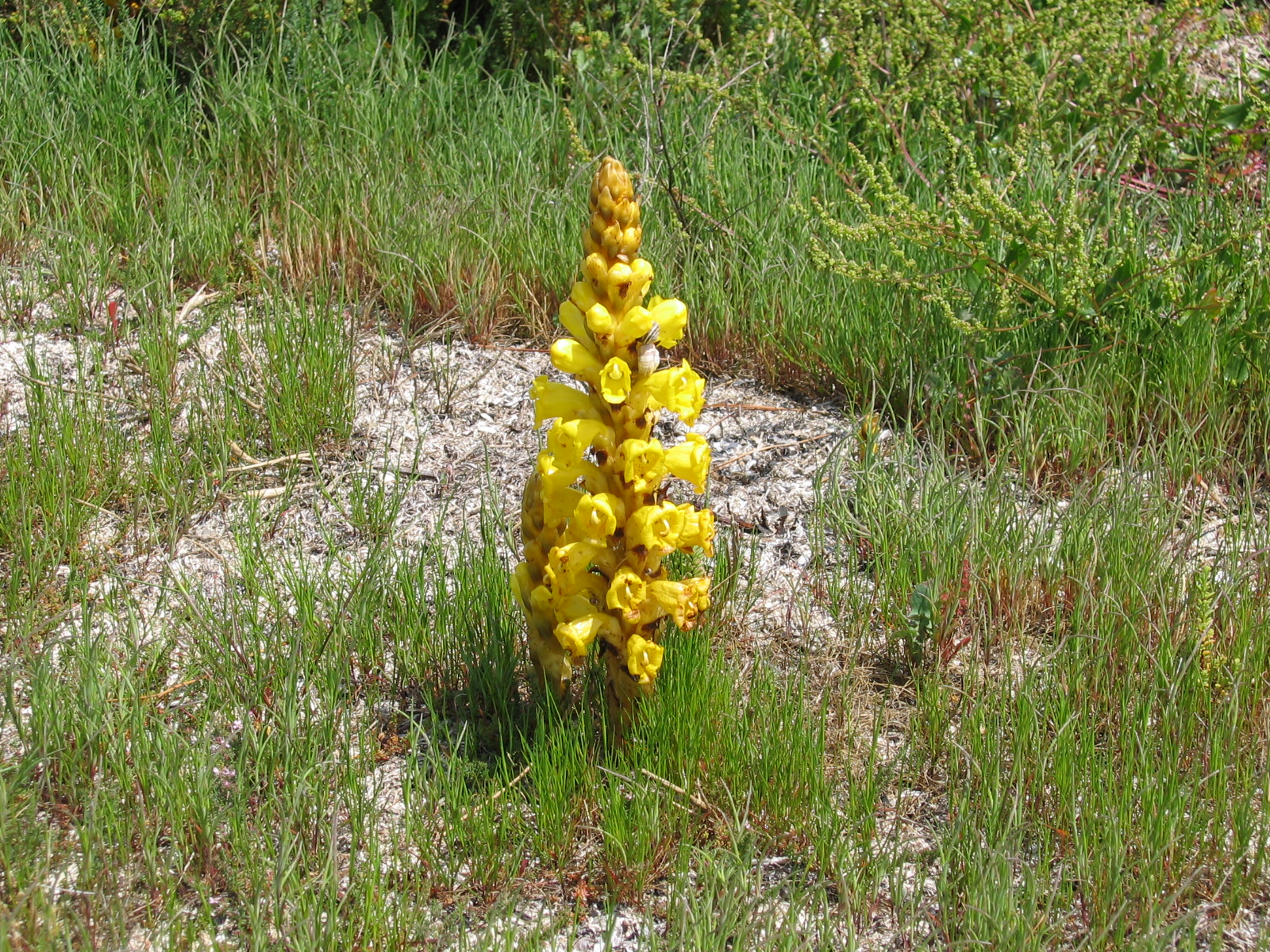
Cistanche phelypaea, une espèce qui, en Galice, ne se trouve que dans le complexe Umia-O Grove

Plusieurs flores endémiques se trouvent dans cet espace, comme la Cistanche phelypaea subsp. lutea (es).
Les espèces de flore de cette zone menacées d’extinction dans cette zone naturelle sont : Alyssum loiseleurii, Arabis juresii (gl), Cytisus insularis (es), Limonium dodartii, Linaria arenaria, Lithothamnion corallioides,
Phymatolithon calcareum, Scirpus pungens (gl), Utricularia minor.

### Faune
Un grand nombre d'oiseaux migrateurs migrent et nichent dans cette zone de protection. En fait, pendant la période hivernale, on peut compter jusqu'à 13 000 à 16 000 oiseaux aquatiques, ce qui en fait le principal lieu d'observation d'oiseaux aquatiques de Galice et le deuxième sur les côtes cantabriques-galiciennes.

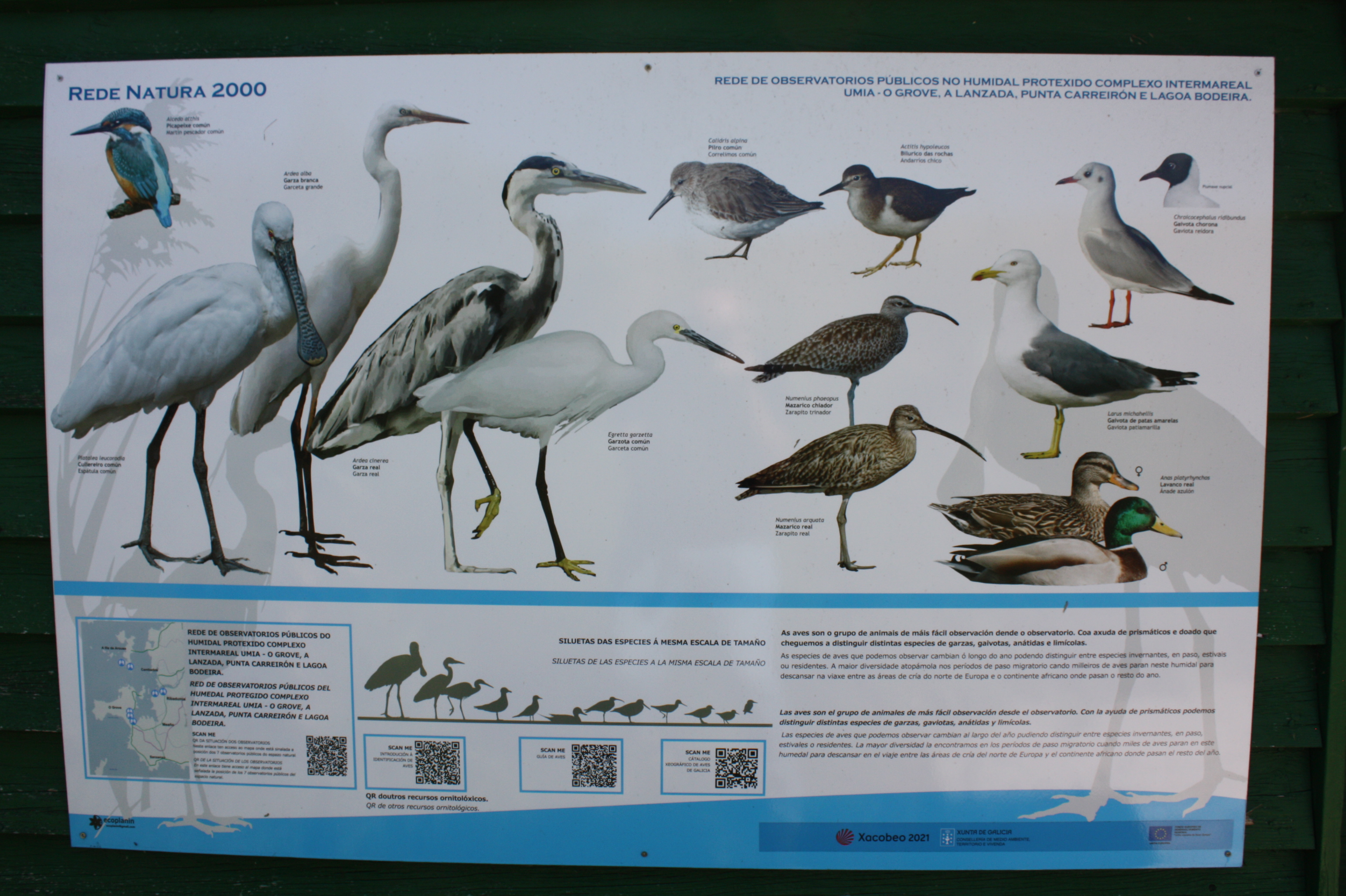

Les espèces limicoles et anatidés, parfois hibernantes ou non, et les ardéidés qui hibernent sont abondantes. Parmi les espèces à souligner, on trouve le pluvier à collier interrompu (Anarhynchus alexandrinus), l'huîtrier pie
(Haematopus ostralegus), la barge rousse (Limosa lapponica), le pluvier argenté (Pluvialis squatarola) et le puffin des Baléares (Puffinus mauretanicus).
Les espèces d’oiseaux menacées d’extinction dans cet espace naturel sont : Anarhynchus alexandrinus, Circus cyaneus,
Emberiza schoeniclus subsp. lusitanica,
Haematopus ostralegus, Hydrobates pélagicus, Gulosus aristotelis, Puffinus mauretanicus.

### Législation
Le Complexo intermareal Umia-O Grove, A Lanzada, Punta Carreirón y lagoa de Bodeira est protégé selon les chiffres de protection suivants :

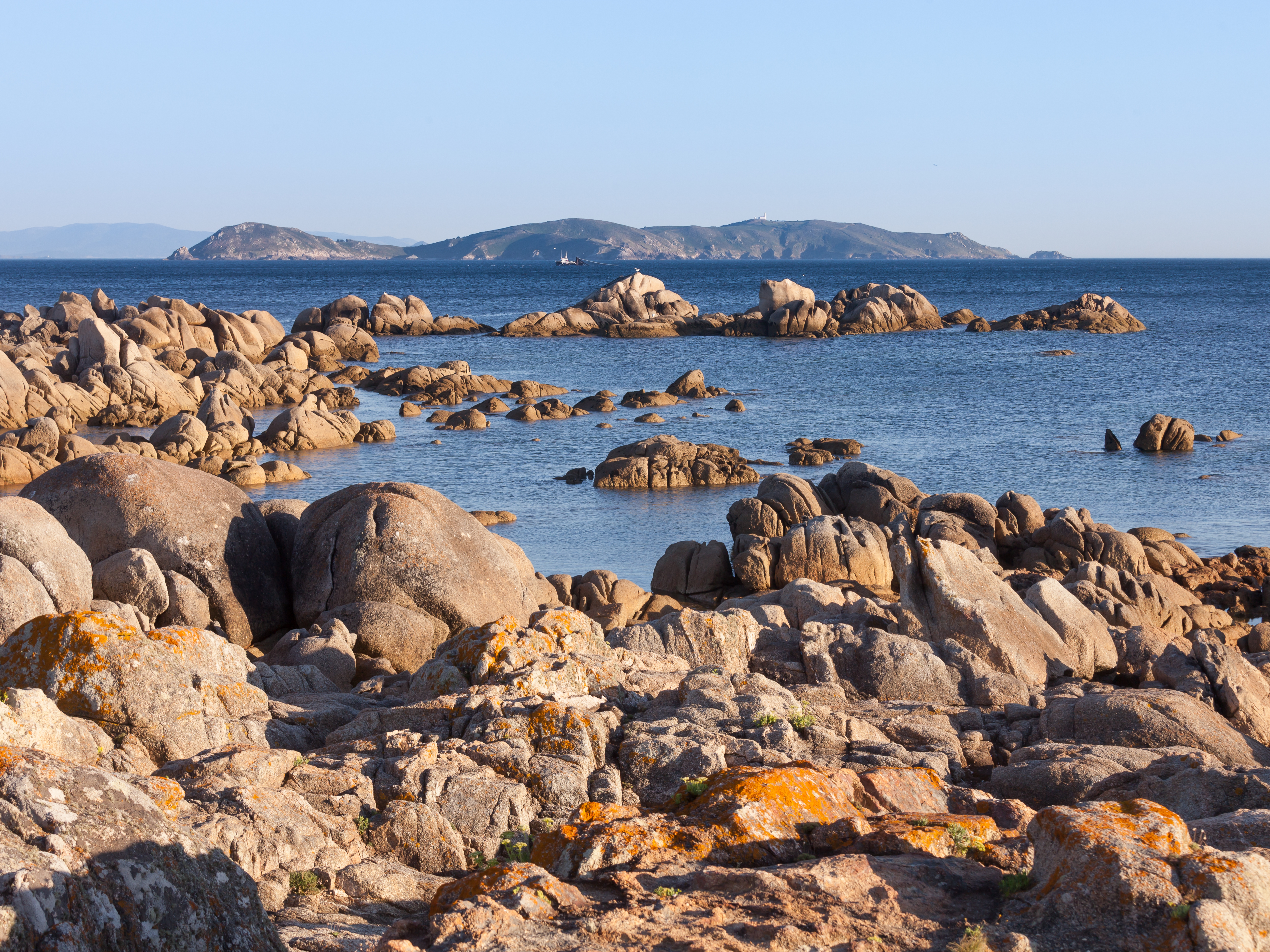
Complexo Ons-O Grove

- Zone de Protection Spéciale pour les Oiseaux (ZEPA) Complexo intermareal Umia-O Grove-A Lanzada, Punta Carreirón y lagoa de Bodeira, déclarée le 2 janvier 1990, modifiée le 19 avril 2001 et réglementée par le plan directeur du Réseau Natura 2000 établi dans le décret 37/2014[6].
- Zone humide protégée Complexeo intertidal Umia-O Grove-A Lanzada, Punta Carreirón y lagoa de Bodeira, qui compte 2 813 ha, qui a été déclarée le 7 juin 2004 par le décret 110 du27/05/2004[7].
- Zone humide d'importance internationale (Convention de Ramsar) Complexo intermareal d'Umia-O Grove, d'une superficie de 2,561 ha, qui a été déclarée le 5 décembre 1989 par la Commission de la Convention de Ramsar

De plus, son intégralité est protégée par une autre figure de protection du Réseau Natura 2000, la Zone spéciale de conservation (ZSC) Complexo Ons-O Grove (gl) . Cet espace naturel comprend également l'île de Ons. Cette zone coïncide également partiellement avec l'IBA 003 Ría de Arousa (O Grove) de l'inventaire SEO/BirdLife de 1998.

## Galerie

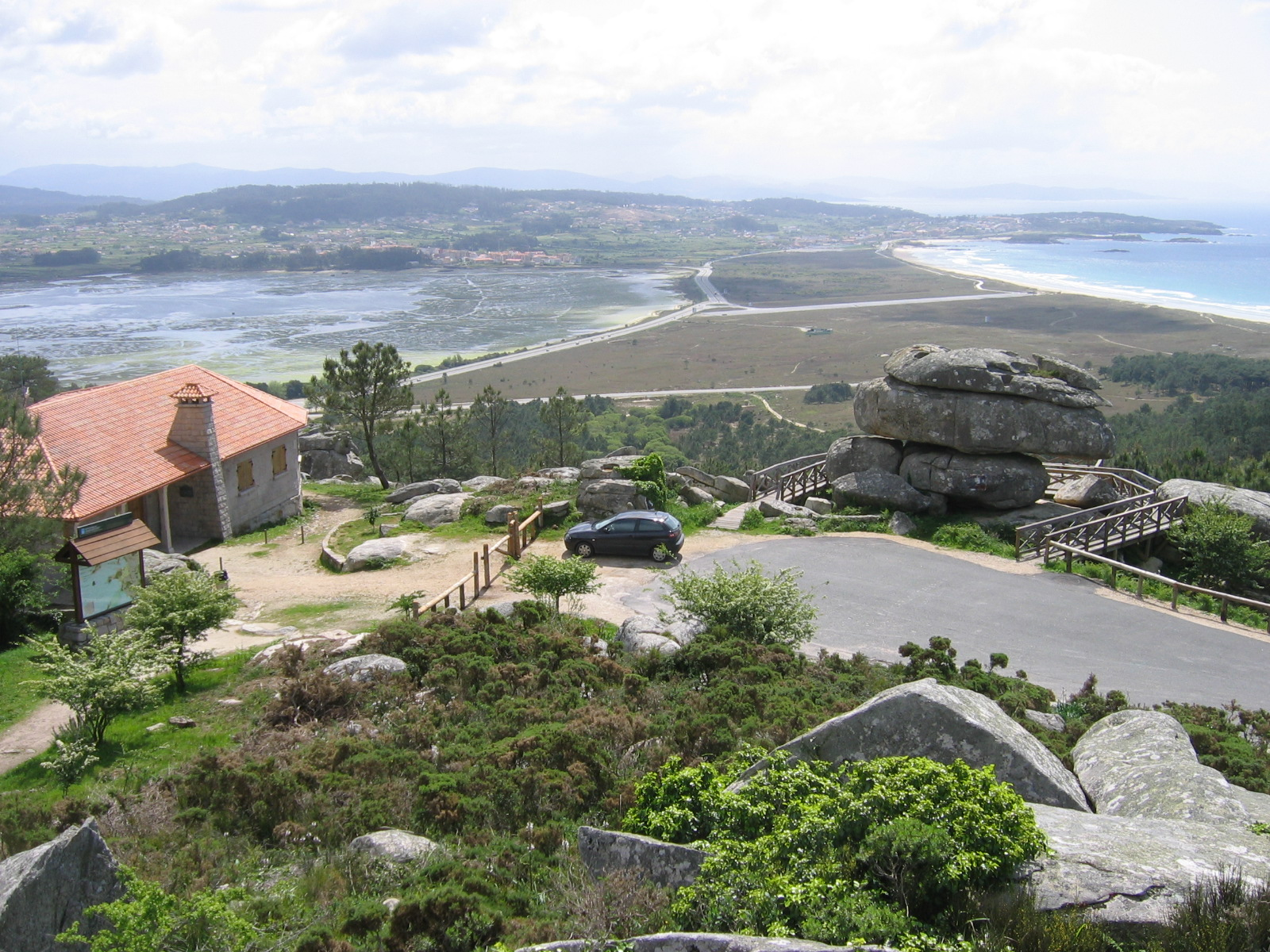
isthme de Lanzada
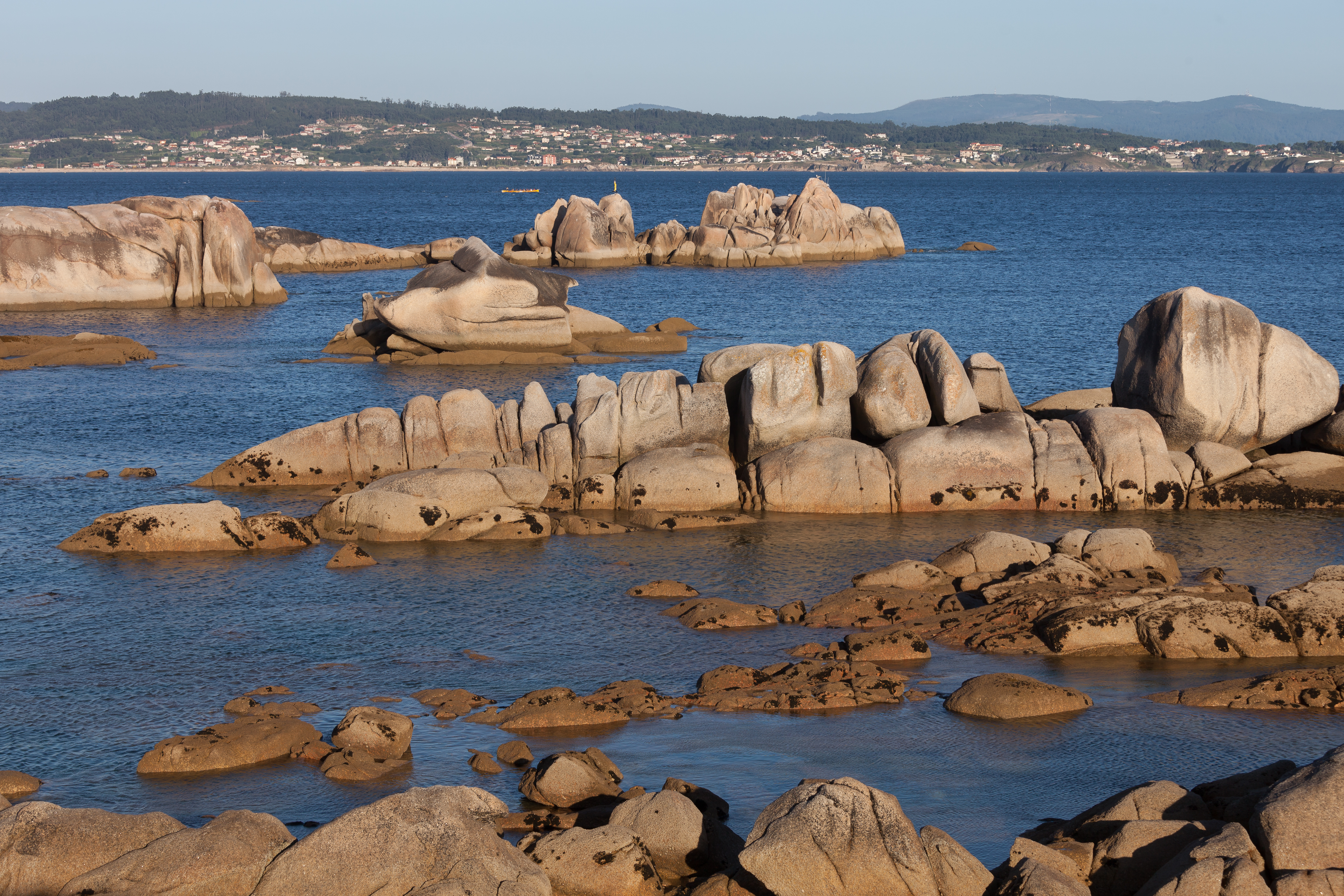
Estuaire de Pontevedra. San Vicente do Mar,  013.jpg